# Anexação do Tibete pela República Popular da China

Mao Zedong acompanhado por Panchen Lama, à sua direita, e pelo Dalai Lama, à sua esquerda. Pequim, 1954.

Anexação do Tibete pela República Popular da China, também conhecida na historiografia chinesa como a Libertação Pacífica do Tibete (chinês: 中國併吞西藏, em tibetano: ཞི་བས་བཅིངས་འགྲོལ།; Wylie: zhi bas bcings 'grol; no dialeto de Lassa: AFI: /ɕìwɪ̂ː t͡ɕíŋʈyː/), é o processo pelo qual a República Popular da China tomou o controle da área que compreende a atual Região Autônoma do Tibete. Estas mesmas regiões passaram para o controle da China, após tentativas do governo do Tibete de obter reconhecimento internacional, esforços para modernizar suas forças armadas, negociações entre o governo do Tibete e a República Popular da China, um conflito militar na área de Qamdo no Kham Ocidental em outubro de 1950 e a posterior aceitação pelo governo tibetano do Acordo de Dezessete Pontos sob pressão chinesa, em outubro de 1951.  O Governo do Tibete e a estrutura social tibetana permaneceriam em vigor na Região Autônoma do Tibete sob a autoridade da China até o levante tibetano de 1959, quando o Dalai Lama fugiu para o exílio e após o governo tibetano ser dissolvido.

## Antecedentes
Em 1853 o Império Britânico conquistou Sikkim, em 1865 invadiu Butão, e em 1885 colonizava Burma (Dinastia Konbaung), ocupando pela força todo o flanco sul do Tibete. O regime tibetano Ganden Phodrang, que estava então sob uma tutela administrativa da dinastia Qing, manteve-se o único regime do Himalaia livre da influência britânica. Durante a maior parte do século XIX, o governo britânico lidava com o Tibete através do governo chinês, que mantinha um protetorado sobre o Tibete através de representantes Qing ou Ambans. A invasão britânica do Tibete em 1903 causou a fuga do Dalai Lama à Mongólia e depois para a China. Após a invasão, o Tratado de Lhasa foi assinado em 1904 entre as autoridades remanescentes no Tibete e o Coronel Younghusband, essencialmente, convertendo o Tibete em um protetorado britânico  com um certo grau de independência. Londres, no entanto, ficaria consternada com a iniciativa empreendida por Younghusband e seu patrocinador, Lord Curzon, e procurou aplacar o governo Manchu Qing repudiando a maior parte do assentamento, resultando na Convenção Anglo-Chinesa de 1906. Após a queda da dinastia dos Qing e a turbulência Xinhai em Lhasa em 1912, as regiões de Ü-Tsang e Kham ocidental, que compreendem a atual Região Autônoma do Tibete ficariam então sob o controle do governo tibetano sob supervisão dos britânicos.
Em 1913, pouco depois da invasão britânica do Tibete em 1904, da criação do cargo de Agente de Comércio Britânico em Gyantse e da Revolução Xinhai em 1911, a maior parte do território que compreende a atual Região Autônoma do Tibete (Ü-Tsang e Kham ocidental) tornou-se de facto independente do restante da atual China  sob um protetorado britânico, com o restante da atual Região Autônoma do Tibete passando sob o domínio do governo tibetano por 1917.  Algumas áreas fronteiriças com grande presença étnica tibetana (Amdo e Kham oriental) permaneceriam sob o Kuomintang ou sob o controle de senhores da guerra locais.  A Região Autônoma do Tibete também é conhecida como "Tibete político", enquanto que todas as áreas com uma elevada população de etnia tibetana são conhecidas coletivamente como "Tibete étnico". O Tibete político refere-se à entidade política administrada continuamente pelos governos chineses e tibetanos desde os tempos mais remotos até 1951, enquanto que o Tibete étnico refere-se às regiões norte e leste, onde os tibetanos tradicionalmente predominaram mas onde, até os tempos modernos, a jurisdição tibetana foi irregular e limitada apenas a determinadas áreas. 
No momento em que o Tibete político obteve a independência de facto, os seus sistemas sócio-econômicos e políticos se assemelhavam a Europa medieval.  As tentativas do 13º Dalai Lama entre 1913 e 1933 de ampliar e modernizar o exército tibetano haviam falhado em grande parte devido à oposição dos poderosos aristocratas e monges.  O governo tibetano tinha pouco contato com outros governos do mundo durante o seu período de independência de facto,  com algumas excepções, nomeadamente a Índia, Grã-Bretanha e Estados Unidos.  Isso deixou Tibete diplomaticamente isolado e desconectado de tal forma que não era capaz de formular posições sobre questões bem conhecidas da comunidade internacional  e encontrando-se restrito por tratados que conferiam autoridade ao Império Britânico sobre impostos, relações exteriores e fortificações.

## O governo do Tibete tenta permanecer independente

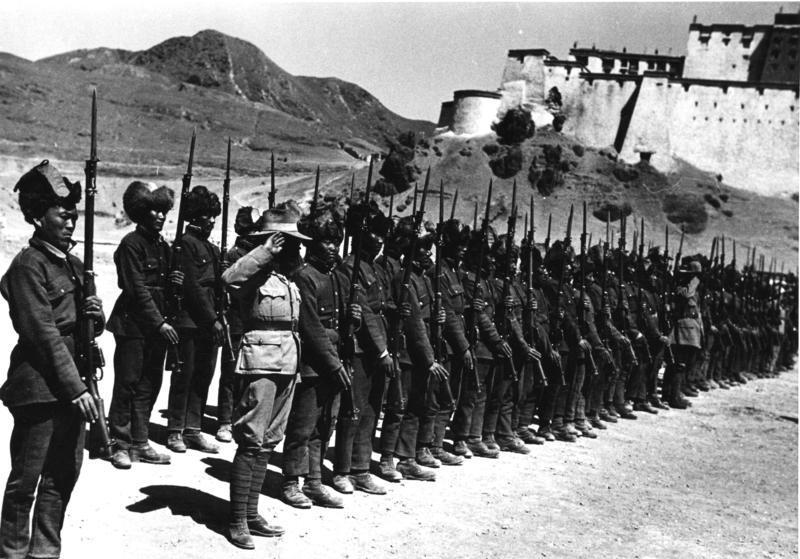
Tropas tibetanas em frente ao Palácio de Potala, 1938.

Em julho de 1949, com o propósito de evitar uma agitação que os chineses poderiam produzir no Tibete político, o governo tibetano expulsou a delegação (nacionalista) chinesa.  Em novembro de 1949, enviou uma carta ao Departamento de Estado dos Estados Unidos — com uma cópia para Mao Zedong — e uma carta separada para a Grã-Bretanha, declarando a sua intenção de se defender "por todos os meios possíveis" contra as incursões das tropas da República Popular da China no Tibete. 
Nas três décadas anteriores, o governo conservador tibetano havia, conscientemente, minimizado seus militares e se absteve de modernizar suas forças.  Tentativas precipitadas de modernizar e ampliar as forças militares começariam em 1949,  mas estas se revelaram na sua maioria mal sucedidas.  Já era tarde demais para organizar e treinar um exército eficaz.  A Índia forneceu alguma ajuda com armas pequenas e treinamento militar; no entanto, o Exército de Libertação Popular permaneceu tendo um maior tamanho, sendo melhor treinado, melhor conduzido, melhor equipado e mais experiente do que o exército tibetano. 
Em 1950, o 14º Dalai Lama tinha quinze anos e não havia atingido a maioridade, de modo que o regente Taktra era o chefe interino do governo tibetano.  O período de menoridade do Dalai Lama foi tradicionalmente marcado por instabilidade e divisão, os quais seriam agravados  pela recente conspiração de Reting  e uma disputa pela regência em 1947. 

## Os preparativos da República Popular da China
Tanto a República Popular da China como os seus antecessores do Kuomintang sempre sustentaram que o Tibete era parte da China.  A República Popular da China também proclamava uma motivação ideológica para libertar os tibetanos de um sistema feudal teocrático.  Em setembro de 1949, pouco antes da proclamação da República Popular da China, o Partido Comunista Chinês (PCC) tornou como uma prioridade incorporar o Tibete, a Ilha Formosa, Hainan e as Ilhas Pescadores para a República Popular da China,  pacificamente ou pela força.  Como era improvável que o Tibete voluntariamente desistisse de sua independência de facto, Mao em dezembro de 1949 ordenou que fossem feitos os preparativos para que as forças chinesas marchassem sobre o Tibete em Qamdo (Chamdo), a fim de persuadir o governo tibetano a negociar.  A República Popular da China contava com mais de um milhão homens armados  e tinha uma vasta experiência em combate adquirida na recém-concluída Guerra Civil Chinesa.

## Negociações entre o governo tibetano e a República Popular da China antes das hostilidades
Em 7 de março uma delegação tibetana chegou em Kalimpong para abrir um diálogo com a recém-declarada República Popular da China e para obter garantias de que os chineses respeitariam a "integridade territorial" tibetana, entre outras coisas. O início das negociações foi atrasado por um debate entre a delegação tibetana, a Índia, a Grã-Bretanha e a República Popular da China sobre o local onde ocorreria essas negociações. O Tibete favorecia Singapura ou Hong Kong (não em Pequim), a Grã-Bretanha favorecia a Índia (não incluindo Hong Kong ou Singapura), a Índia e a República Popular da China preferiam Pequim, porém tanto a Índia como a Grã-Bretanha preferiam que as conversações não ocorressem em absoluto. Finalmente, a delegação tibetana acabou por se reunir com o embaixador chinês, o general Yuan Zhongxian, em Nova Deli em 16 de setembro de 1950. Yuan comunicou uma proposta de três pontos pelo qual o Tibete seria considerado como parte da China, e esta última seria responsável pela defesa do Tibete e igualmente se responsabilizaria pelas relações exteriores e comerciais tibetanas. A aceitação significaria uma soberania chinesa de forma pacífica, entretanto uma recusa levaria a guerra. Os tibetanos se comprometeriam que as relações entre a China e o Tibete continuariam se ajustando, como tradicionalmente, ao chö-yon (relação sacerdote-patrono):
"O Tibete permanecerá independente, como que se encontra atualmente, e continuaremos a ter relações 'sacerdote-patrono' muito estreitas com a China. Além disso, não há necessidade de libertar o Tibete do imperialismo, já que não há imperialistas britânicos, americanos ou do Kuomintang no Tibete, e este se encontra sob o governo e auspicio do Dalai Lama  (não de potências estrangeiras)"
- Tsepon W. D. Shakabpa
Eles e seu delegado principal, Tsepon W. D. Shakabpa, em 19 de setembro, recomendaram a cooperação, com algumas estipulações sobre a implementação. Argumentou-se que não havia necessidade de estacionar tropas chinesas no Tibete, uma vez que este não estava sob ameaça e que, no caso de um ataque pela Índia ou pelo Nepal, recorreriam a China em busca de assistência militar. Enquanto Lhasa deliberava, em 7 de outubro, tropas chinesas avançaram para o leste do Tibete, atravessando a fronteira  em cinco lugares. O objetivo não era invadir o Tibete 'per se', mas capturar o exército tibetano em Chamdo, desmoralizar o governo de Lhasa, e, assim, exercer uma forte pressão para o envio de negociadores a Pequim para assinar os termos de uma transferência do Tibete. 
Em 21 de outubro, Lhasa instruiu sua delegação para partir imediatamente a Pequim para reunir-se com o governo comunista e aceitar a primeira das três disposições estipuladas pela China, caso pudessem obter garantias de que manteriam o status do Dalai Lama, rejeitando as outras duas condições. Mais tarde, se retratariam inclusive de ter aceito o primeiro ponto, após uma consulta com as divindades Mahākāla que indicaram que os três pontos não poderiam ser aceitos, uma vez que o Tibete cairia sob domínio estrangeiro. 

## Invasão do Tibete
Depois de meses de negociações fracassadas,  tentativas do Tibete para garantir apoio e assistência estrangeira,  e movimentos de tropas chinesas  e tibetanas [carece de fontes?], o Exército de Libertação Popular cruzou o rio Jinsha em 6 ou 7 de outubro.  Duas unidades do Exército de Libertação Popular rapidamente cercaram as forças tibetanas em desvantagem numérica  e capturaram a cidade fronteiriça de Qamdo até 19 de outubro. Até então, 114 soldados chineses  e 180 tibetanos  foram mortos ou feridos. Em 1962 Zhang Guohua escreveria sustentando que "mais de 5.700 efetivos inimigos foram destruídos" e "mais de 3.000" pacificamente se renderam,  embora pareça ser um exagero. As hostilidades foram limitadas a uma zona fronteiriça situada ao nordeste do rio Gyamo Ngul Chuo e a leste do meridiano 96º.  Após a captura de Qamdo, o Exército de Libertação Popular interrompeu as hostilidades,  e os chineses enviaram um comandante capturado, Ngabo, a Lhasa para reiterar os termos de negociação, e esperaram que representantes tibetanos respondessem através de delegados para Pequim. 

## Novas negociações e incorporação
Os prisioneiros libertados pelo Exército de Libertação Popular (entre eles Ngapoi Ngawang Jigme, um governador capturado) são enviados a Lhasa para negociar com o Dalai Lama em nome dos chineses. A propaganda chinesa prometia que se o Tibete fosse "pacificamente libertado", os dirigentes tibetanos poderiam manter suas posições e poder.  Ao mesmo tempo, Jigme e outros cativos libertados testemunharam que estavam recebendo um bom tratamento pelos chineses. O governo do Tibete, em seguida, enviou representantes a Pequim para negociar.
El Salvador apoiou uma queixa pelo governo tibetano nas Nações Unidas, porém a Índia e o Reino Unido impediram que fosse debatida. 
O Tibete enviou negociadores a Pequim e lhes foi apresentado um documento já concluído comumente referido como Acordo de Dezessete Pontos. A delegação chinesa não ofereceu quaisquer negociações; apesar da República Popular da China declarar que permitiria que o Tibete fizesse reformas em seu próprio ritmo e de sua própria maneira, conservando o autogoverno em questões internas e permitindo a liberdade religiosa, também teria que concordar em se integrar a China. No que diz respeito a este ponto crucial, os negociadores tibetanos não foram autorizados a se comunicar com seu governo e foram pressionados a assinar o acordo em 23 de maio de 1951, apesar de nunca ter recebido permissão para assinar qualquer coisa em nome do governo. Esta foi a primeira vez na história tibetana que seu governo havia aceitado — ainda que involuntariamente — a posição unilateral da China sobre a história comum de ambas as nações.  Os representantes tibetanos em Pequim e o governo da República Popular da China assinaram o Acordo de Dezessete Pontos em 23 de maio de 1951, autorizando a presença do Exército de Libertação Popular e o domínio do Governo Popular Central no Tibete político.  Os termos do acordo não haviam sido clarificados com o governo tibetano antes da assinatura e o mesmo se encontrava dividido sobre se era mais favorável aceitar o documento como escrito ou fugir para o exílio. O Dalai Lama, que por esta altura já havia ascendido ao trono, optou por não exilar-se, e aceitou formalmente o Acordo de Dezessete Pontos em outubro de 1951.  De acordo com fontes tibetanas, em 24 de outubro, em nome do Dalai Lama, o general Zhang Jingwu enviou um telegrama a Mao Zedong  confirmando o consentimento ao acordo, e há evidência de que Ngapoi Ngawang Jigme simplesmente dirigiu-se a Zhang e declarou que o governo tibetano concordou em enviar um telegrama no dia 24 de outubro, ao invés da aprovação formal do Dalai Lama.  Pouco depois, o exército chinês entrou pacificamente em Lhasa. 

## Consequências
Durante vários anos, o governo tibetano permaneceu em vigor nas áreas do Tibete que estavam sob a sua jurisdição antes do início das hostilidades, exceto a área circundante a Qamdo que foi ocupada pelo exército chinês em 1950 e colocada sob a autoridade do Comitê de Libertação de Qamdo e fora do controle do governo tibetano. Durante esta época, as áreas sob o governo tibetano mantiveram um elevado grau de autonomia em relação ao Governo Central e foram geralmente autorizadas a manter a sua estrutura social tradicional.
Em 1956, as milícias tibetanas na região etnicamente tibetana de Kham oriental, fora da Região Autônoma do Tibete, incitadas pelas experiências de reforma agrária empreendidas pelo governo da República Popular da China, começaram a lutar contra o governo. Quando o conflito se estendeu a Lhasa em 1959, o Dalai Lama fugiu do Tibete. Tanto ele como o governo da República Popular da China no Tibete posteriormente repudiaram o Acordo de Dezessete Pontos e o governo da República Popular da China dissolveu o governo tibetano local.